# Polizia idraulica

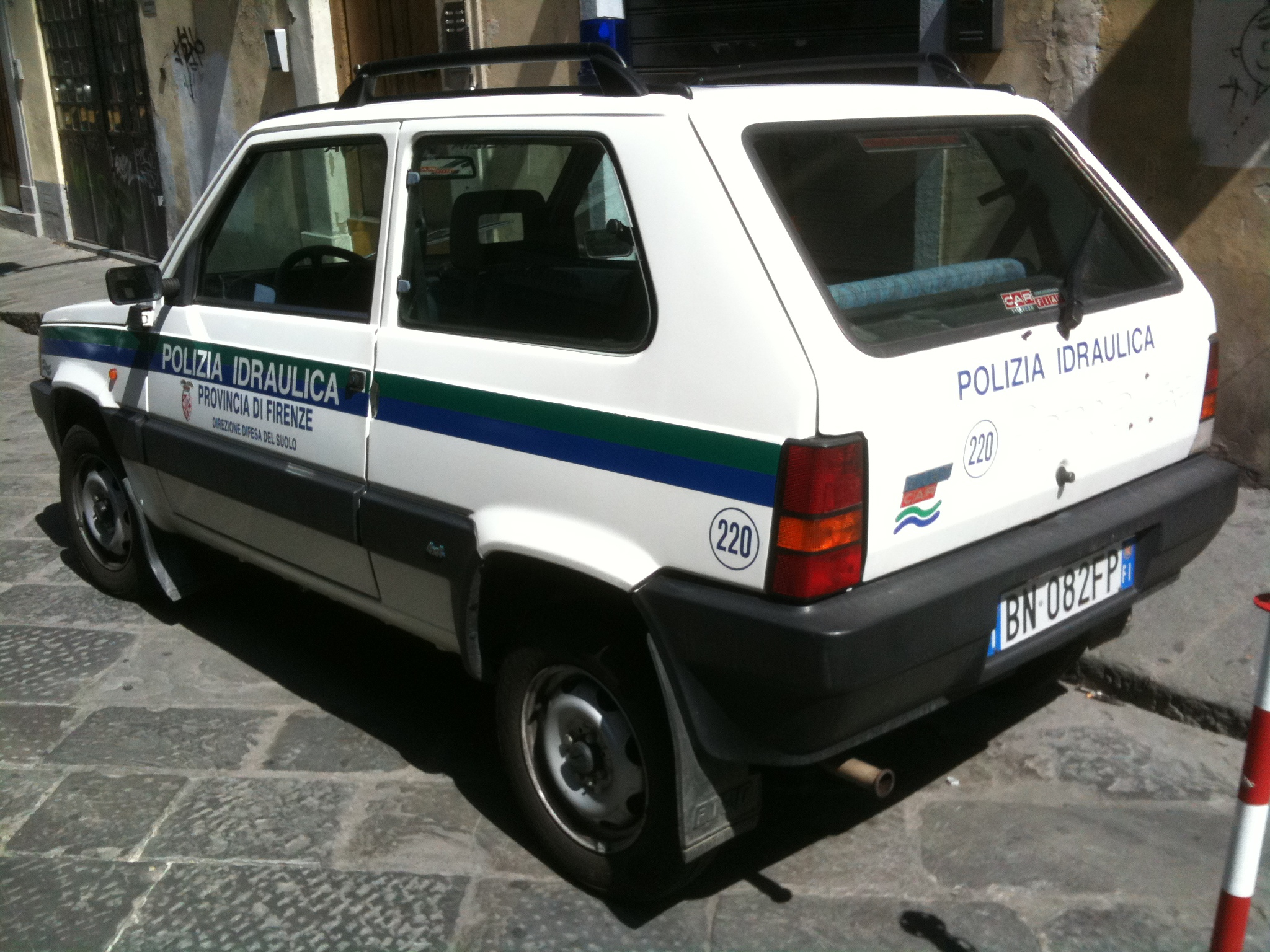
Un mezzo della Polizia Idraulica a Firenze.

Per polizia idraulica si intende il personale in servizio presso una pubblica amministrazione italiana, generalmente un ente territoriale, che sovrintende ad opere di manutenzione idraulica e del corso delle acque pubbliche in generale, finalizzata alla prevenzione dei danni che le acque possono arrecare alle persone e all'intero territorio, nonché alla protezione dell'esistenza e della funzione dell'interesse pubblico, rappresentato dal buon regime delle acque.

## Storia
Fin dalla civiltà etrusca, il ruolo di coloro che provvedevano alla gestione dei fiumi, torrenti e canali, furono chiamati “Aquilex”; questa attribuzione gli fu riconosciuta anche durante il Periodo Romano come testimoniato da Varone (Sen.Q.N. III, 15) il quale li annoverava tra le figure professionali che insieme ai “Curatores alvei tiberis et riparum” si occupavano di fiumi ed importanti opere idrauliche.
Nel Medioevo e durante il Rinascimento ogni Stato preunitario aveva una struttura tecnica che provvedeva alla gestione idraulica dei corsi d'acqua, quella più frequentemente istituzionalizzata si chiamava “Ufficio Fiumi e Fossi” nella cui organizzazione facevano parte “Custodi e Guardie Idrauliche”.
Il 4 febbraio 1825 il Re Sabaudo approvando la prima stesura ufficiale del regolamento inerente al Corpo Reale del Genio Civile e al Re delle due Sicilie Ferdinando I nel 1829, istituirono un Corpo di Vigilanza Idraulica chiamati Guardie idrauliche e Guardalagni. Il Re Vittorio Emanuele II, con legge 20.11.1859, decretò che i suddetti assumessero il nome di Custodi Idraulici, nome derivato dal Servizio di Custodia sulle Opere Idrauliche più importanti della Regione Lombardia provvedendo ad istituire un organico di n. 45 Custodi Idraulici in tale regione.
Le loro nomine e promozioni avevano luogo per Decreto Reale in ragione di merito e dell'anzianità di servizio; erano armati ed indossavano un'uniforme provvista di decorazioni e gradi approvata dal Ministero; per l'adempimento del loro servizio erano forniti di un cavallo.
Dopo la proclamazione del Regno d'Italia, l'attività viene normata a con la promulgazione della legge 20 marzo 1865, n. 2248, all'allegato F. La diretta custodia degli argini dei fiumi e dei torrenti indicati negli articoli 93 e 94 della Legge 20 marzo 1865 sulle Opere Pubbliche, venne affidata a Custodi, Sottocustodi e Guardiani. Gli argini vennero divisi in tronchi, ogni tronco, secondo importanza del fiume o torrente, venne provvisto di guardiani alle dipendenze di un Sottocustode. Al Custode era affidata la vigilanza di un determinato numero di tronchi; i Custodi e i Sottocustodi venivano nominati dai prefetti delle rispettive Province in seguito a regolare esame di concorso. Il primo regolamento relativo a tale specialità di servizio venne emanato il 15 febbraio 1870 con Decreto n. 5586. - Con la Legge (n. 874 serie 3°) del 5 luglio 1882 venne approvato l'ordinamento del Corpo Reale del Genio Civile che prevedeva l'inquadramento dei Custodi Idraulici di 1ª e 2ª Classe. Con Decreto 25 marzo 1888 n. 5379 serie 3°, venne approvato il nuovo Regolamento per la Custodia, difesa e guardia dei corsi d'acqua ed opere annesse comprese nelle 1° e 2° categorie. Approvata la vigente legge sulle Opere idrauliche del 25 luglio 1904 n. 523, seguì il Decreto Ministeriale del 24 maggio 1905 che approvava la nuova pianta organica del Personale idraulico da impiegare sulle Opere Idrauliche di 1ª e 2ª categoria articolata in n° 425 Custodi ripartiti in n. 3 classi (Ufficiale Idraulico Capo, Primo Ufficiale Idraulico e Ufficiale Idraulico) e n. 730 Guardiani.
I Regi Decreti n. 523/1904 e n. 2669/1937, sono riconosciuti vigenti nell'ambito della Regione Toscana in attuazione del D.Leg.vo n. 112/1998 mentre con la Legge Regionale n. 91/98, le competenze riguardo alla gestione, manutenzione e servizio di piena sulle Opere Idrauliche di 2ª categoria sono passate alle province.

## Descrizione dell'attività
L'attività di polizia idraulica costituisce manifestazione, nella materia delle acque, del più generale potere di polizia demaniale spettante alla P.A.; per questo motivo, l'attività di polizia consiste in un'attività fondamentalmente giuridica che si esplica mediante divieti o limitazioni imposti direttamente da norme di diritto pubblico o, in forza di queste, da atti amministrativi, di carattere più o meno generale, che importano di regola un obbligo di non fare per i soggetti destinatari della norma o dell'atto, divieti o limitazioni accompagnati, gli uni e gli altri, se necessario, dalla coazione fisica.
Consegue che gli interventi della P.A. in attuazione dei poteri di polizia idraulica sono prevalentemente diretti a regolare l'attività di terzi che, per fini particolari, può pregiudicare il buon regime delle acque, da distinguersi invece con l'attività di pianificazione e di realizzazione di opere destinate a soddisfare interessi generali che invece afferisce ad altre funzioni svolte dal personale di Questo servizio e regolate da altre procedure; non comportano invece la realizzazione di opere destinate a soddisfare interessi generali. Giova inoltre rilevare che, nell'ambito della polizia idraulica come sopra definita, si distinguono ulteriormente un'attività amministrativa consistente nel rilascio di autorizzazioni e nell'imposizione di divieti, ed un'attività di vigilanza e tutela dell'integrità materiale dei beni, che si esplica attraverso mezzi di coercizione e di esecuzione, nonché mediante ordini di riduzione in pristino, anche d'ufficio.